# Aldo Lampredi
Aldo Lampredi, nome di battaglia  Guido Conti  (Firenze, 13 marzo 1899 – Jesenice, 21 luglio 1973), è stato un partigiano, politico ed ebanista italiano, alto funzionario del PCI, partecipò alla fucilazione di Benito Mussolini, il 28 aprile 1945.

## Biografia

### L'ingresso nel PCI e l'attività antifascista in Italia e all'estero
Nato a Firenze da famiglia povera, Lampredi frequentò le scuole tecniche a prezzo di grandi sacrifici. Impiegatosi presso una ditta di ombrelli, fu poi licenziato per aver promosso i primi scioperi della categoria. Dopo di ciò intraprese l'attività di ebanista. Nel 1919 fu fermato dalla polizia nel corso di una protesta contro il caro viveri. L'anno successivo aderì al PSI e alla FIGS (Federazione italiana giovanile socialista); nel gennaio 1921, a Firenze, partecipò al congresso della FIGS, ove si decise l'adesione al Partito Comunista d'Italia; successivamente, Lampredi assunse un ruolo importante in seno al partito comunista fiorentino.
Nel 1926 Lampredi fu arrestato a Roma dalla polizia fascista. Processato dal Tribunale speciale, fu riconosciuto colpevole di insurrezione armata contro lo Stato e, per tale motivo, condannato a 10 anni e 6 mesi di reclusione. Dopo aver scontato una parte della pena nelle carceri di Pesaro e di Civitavecchia, nel 1932 beneficiò di un'amnistia e, due anni più tardi, espatriò oltralpe. In Francia strinse rapporti con gli esponenti antifascisti  italiani in esilio. Tra l'ottobre 1934 e il luglio 1936 Lampredi raggiunse Mosca, dove frequentò la scuola leninista. Allo scoppio della guerra di Spagna, accorse volontario a fianco della repubblica spagnola e, operando in Spagna con il Commissariato delle Brigate Internazionali come agente del Comintern addestrato dalla Ceka sovietica, strinse i primi rapporti politici con Luigi Longo, il comandante Gallo. Fu poi a Parigi ove si occupò dell'attività clandestina verso l'Italia ed entrò nella resistenza francese. Nell'autunno 1941 si trasferì nella regione delle Alpi Marittime e, con l'avvento dell'occupazione nazi-fascista, prese parte alla resistenza italiana, con il nome di battaglia Guido.

### Il ruolo di Lampredi nella Resistenza italiana
Dopo l'8 settembre 1943, Lampredi svolse un ruolo dirigente nel movimento partigiano, come ispettore del comando generale delle Brigate Garibaldi, responsabile politico e militare nel Friuli e del triumvirato insurrezionale nel Veneto. In Friuli fece parte della delegazione che, tra il novembre 1943 e l'aprile 1944, prese parte agli incontri con i partigiani jugoslavi per la delimitazione delle reciproche sfere territoriali di operazione e la definizione dei futuri confini italo-jugoslavi. Gli accordi inizialmente raggiunti accoglievano le posizioni italiane per una collaborazione nella lotta armata e per il rinvio del problema dei confini al momento della pace ma, a seguito di ulteriori incomprensioni, nell'ottobre 1944, Lampredi accordò agli jugoslavi il distacco della divisione Garibaldi-Natisone dal Comitato di Liberazione Nazionale, e la sua sottoposizione al comando del IX korpus sloveno. Ciò determinò la lotta fratricida con la I Brigata Osoppo del CLNAI, di orientamento cattolico ed operante nel Friuli orientale.
In seguito (1973) Lampredi respinse i severi giudizi di Giorgio Amendola nei suoi confronti, in particolare per quanto riguarda la difesa dell'italianità di Trieste.

### La fucilazione di Benito Mussolini
All'inizio del 1945, Luigi Longo scelse Aldo Lampredi come suo braccio destro presso il comando generale del Corpo volontari della libertà. Contestualmente alla proclamazione della Liberazione  nazionale (25 aprile 1945), il CLNAI - Comitato di Liberazione Nazionale Alta Italia, riunitosi a Milano aveva approvato un documento organico ove, all'art. 5 si prevedeva che: “i membri del governo fascista e i gerarchi fascisti colpevoli di aver contribuito alla soppressione delle garanzie costituzionali, d'aver distrutto le libertà popolari, creato il regime fascista, compromesso e tradito le sorti del paese e di averlo condotto all'attuale catastrofe, sono puniti con la pena di morte e, nei casi meno gravi con l'ergastolo”. L'esecuzione era comunque subordinata ad una sentenza dei tribunali di guerra.
Tuttavia, non appena a conoscenza dell'arresto dell'ex capo del governo – effettuato a Dongo dai partigiani della 52ª Brigata Garibaldi "Luigi Clerici", nel pomeriggio del 27 aprile - la componente comunista del CLNAI decise di agire senza indugio, onde evitare la consegna di Mussolini agli alleati e la sua eventuale impunità. A tal fine la sera stessa, a Milano, Lampredi fu affiancato a Walter Audisio, nome di battaglia colonnello Valerio per contattare immediatamente il generale Raffaele Cadorna con la richiesta di un salvacondotto. Audisio, che nell'ambito della Resistenza aveva compiti di polizia militare, era stato incaricato di eseguire il decreto del comitato mediante processo sommario e immediata fucilazione. Ottenuto il salvacondotto, Lampredi e il colonnello Valerio, alle 7 del mattino del 28 aprile, partirono da Milano, con il supporto di una dozzina di partigiani, comandati da Alfredo Mordini "Riccardo", ispettore della 3ª Divisione Garibaldi-Lombardia "Aliotta".
Giunti a Dongo nel primo pomeriggio, Audisio e Lampredi ottengono dal comandante della 52ª Brigata Garibaldi, Pier Luigi Bellini delle Stelle, il consenso a prendere in consegna Mussolini e la sua amante Claretta Petacci, per l'esecuzione della sentenza del CLNAI.

#### Versione storica della fucilazione
Alle 15.15 Audisio e Lampredi si mossero verso Mezzegra, distante 21 km, più a sud, dove - in frazione Bonzanigo – Mussolini era prigioniero, accompagnati dal partigiano Michele Moretti “Gatti”, che era conoscenza del luogo.

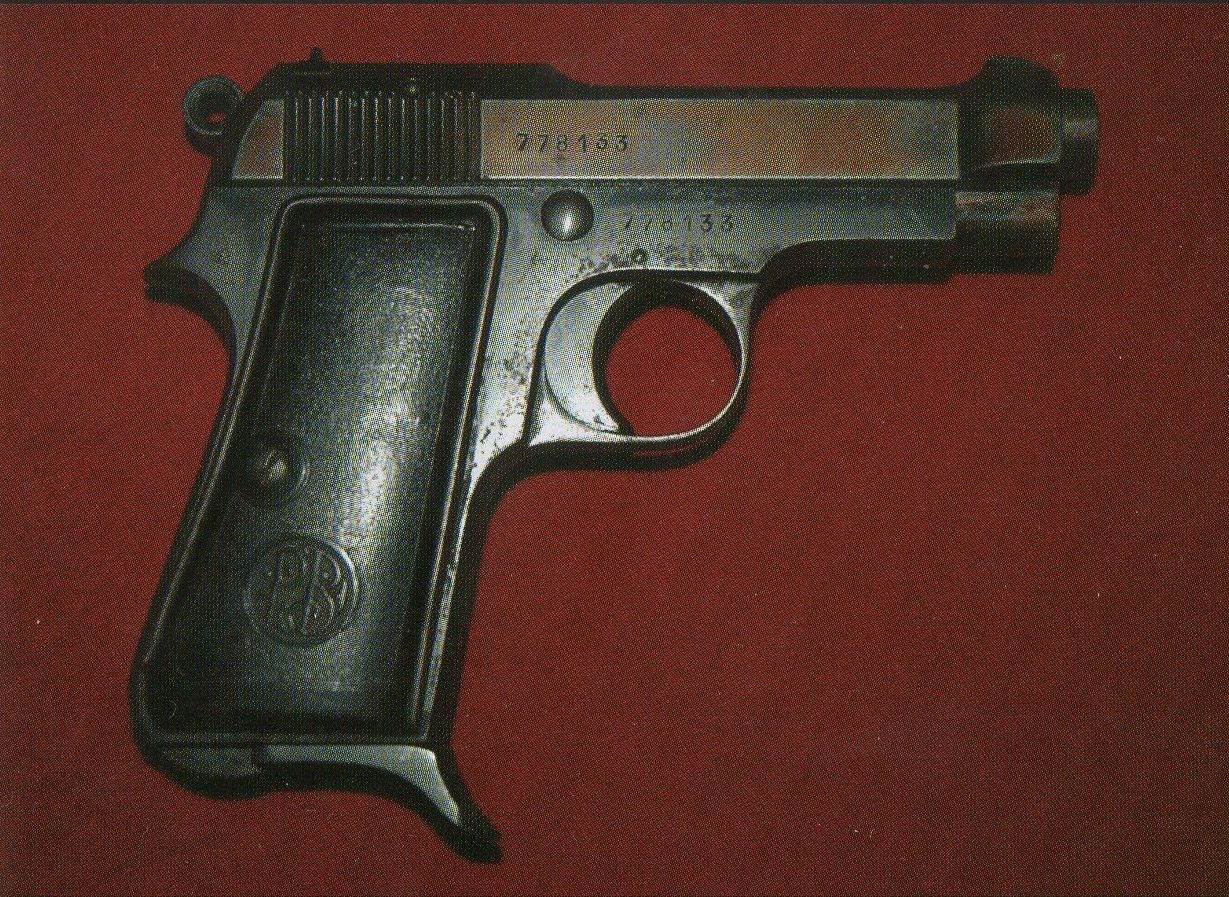
La pistola Beretta 1934, cal. 9 mm., matricola 778133, in dotazione ad Aldo Lampredi nell'azione che condusse alla fucilazione di Benito Mussolini

Lampredi era armato di pistola Beretta modello 1934, calibro 9 mm. L'arma di Walter Audisio, un mitra Thompson, sarà successivamente riconsegnata al commissario politico della divisione partigiana dell'Oltrepò, Alberto Maria Cavallotti, senza essere stata utilizzata.Moretti era armato di mitra francese MAS, calibro 7,65 lungo.
Poco dopo le ore 16 del 28 aprile l'ex duce e Claretta Petacci furono prelevati e – dopo un breve viaggio in vettura - obbligati a scendere in un angusto vialetto (via XXIV Maggio) davanti a Villa Belmonte, un'elegante residenza in località Giulino di Mezzegra, per essere fucilati.
Le varie versioni dei fatti, fornite o riferite da Walter Audisio, pur differendo su particolari minori, descrivono la stessa meccanica dell'evento. In base all'ultima descrizione degli stessi, pubblicata postuma, a cura della moglie di Audisio, la fucilazione si sarebbe svolta come segue.
Mentre Moretti e Lampredi erano occupati a bloccare la strada nelle due direzioni, Audisio si accinse a procedere nell'esecuzione ma fu impedito dall'inceppamento del suo mitra; chiamato allora Moretti, il colonnello Valerio, con il MAS di quest'ultimo, avrebbe scaricato una raffica mortale sull'ex capo del fascismo. A questo punto – secondo Walter Audisio - la Petacci si sarebbe posta sulla traiettoria del mitra e sarebbe stata colpita per errore. Fu poi inferto un colpo di grazia sul corpo di Mussolini con la pistola (presumibilmente quella di Lampredi), almeno secondo l'ultima versione dei fatti rilasciata da Audisio. Di certo, un colpo di pistola fu inferto anche su Claretta Petacci, in quanto due proiettili, calibro 9 mm corto, compatibili con quelli della pistola del Lampredi, furono rinvenuti nel corpo della donna, nel corso dell'esumazione effettuata il 12 aprile 1947.
Lampredi si disfece quasi subito dell'arma - che si era portato appresso da Milano - consegnandola al partigiano Alfredo Mordini “Riccardo”, che alle ore 18.00 circa del medesimo giorno, a Dongo, comanderà il plotone di esecuzione dei quindici gerarchi catturati insieme a Mussolini. Rispettando l'impegno preso con Lampredi, Mordini conserverà la pistola sino alla morte e, nel 1983, la sua vedova la donerà al Museo storico di Voghera, dove è attualmente conservata.

#### Versioni che attribuiscono un ruolo maggiore ad Aldo Lampredi
Dopo l'uccisione dell'ex duce, non mancarono voci che attribuirono a Lampredi un ruolo maggiore rispetto a quanto risulta nella versione della vicenda rilasciata da Walter Audisio. Sull'argomento, peraltro, Lampredi mantenne un rigoroso riserbo sino al 1972, quando consegnò un memoriale ad Armando Cossutta che ne autorizzò la pubblicazione soltanto nel 1996 su L'Unità. Dalla lettura non emergono particolari novità rispetto alla versione ufficiale.
Tuttavia:
- Il 22 ottobre 1945, ancor prima che si fosse formata la "versione storica" dei fatti, il partigiano Guglielmo Cantoni "Sandrino", uno dei due militanti che nella notte del 28 aprile avevano piantonato Mussolini e la Petacci in casa De Maria, rilasciava un'intervista al Corriere d'Informazione[13]. "Sandrino" dichiarava alla stampa di aver seguito a piedi la squadra degli esecutori e delle vittime della fucilazione, e di esser giunto nei pressi di Villa Belmonte in tempo per vedere “Valerio” sparare un paio di colpi di pistola contro l'ex duce, il quale era rimasto inaspettatamente in piedi; la raffica di mitra che - secondo l'intervistato - avrebbe investito sia Mussolini che la Petacci, sarebbe stata inflitta da Michele Moretti, intervenuto subito per risolvere l'impasse. Successivamente lo stesso "Valerio" avrebbe sparato altri due colpi di pistola, sul corpo dell'uomo, che si muoveva ancora[13]. Cantoni non indica la generalità del "colonnello Valerio" - che probabilmente non conosceva - ma è appurato che, al momento dell'esecuzione, il possessore di una pistola Beretta modello 1934, calibro 9 mm, di cui sopra è cenno[7] - fosse Aldo Lampredi e non Walter Audisio, che invece imbracciava un mitra Thompson[8].
- Nel 2009, i ricercatori Cavalleri, Giannantoni e Cereghino, effettuarono un attento esame dei documenti dei servizi segreti americani degli anni 1945 e 1946, desecretati dall'amministrazione Clinton. Dall'esame dei tre ricercatori sono emersi due rapporti segreti dell'agente dell'OSS Valerian Lada-Mokarski, il primo datato ai primi di maggio del 1945 ed il secondo il 30 maggio 1945. L'agente americano, dopo aver ascoltato il resoconto di alcuni "testimoni oculari"[14], conferma esattamente l'orario e il luogo della fucilazione di cui alla versione storica. Il più esauriente dei due rapporti, quello datato 30 maggio 1945, tuttavia, sembrerebbe indicare il “colonnello Valerio” nella persona di Aldo Lampredi, raffigurandolo in un uomo in vestito civile, armato di revolver, i cui colpi avrebbero raggiunto obliquamente Mussolini sulla schiena[15]. Aldo Lampredi, infatti – come riferiscono concordemente le testimonianze raccolte a Milano, a Como e a Dongo - il 28 aprile 1945 indossava un impermeabile bianco, mentre Walter Audisio aveva indosso una divisa da partigiano color kaki o rosso-mattone con i gradi di colonnello.
- Nel 1997 Massimo Caprara, già segretario particolare di Palmiro Togliatti per vent'anni e in seguito uscito dal PCI per fondare il gruppo del “Manifesto”, sostenne l'ipotesi che a uccidere Mussolini fosse stato Aldo Lampredi e non Walter Audisio. Caprara, nel volume “Quando le Botteghe erano Oscure”, pur senza citare il nome di battaglia dell'autore dell'esecuzione, dichiara di aver raccolto, in proposito, le confidenze dello stesso Togliatti e di Celeste Negarville, all'epoca direttore de l'Unità. A domanda, Togliatti avrebbe risposto al suo segretario: “No, non è lui (Audisio, n.d.r.). Abbiamo deciso di coprire l'autore dell'esecuzione di Mussolini. L'uomo che ha sparato è Lampredi”[16].

Successivamente Negarville confermò l'attribuzione dell'esecuzione a Lampredi, svelando anche i retroscena dell'insabbiamento: “(Togliatti) si premurò d'una cosa soprattutto: proteggere il funzionario kominternista che è Lampredi. Non solo sottraendolo alla curiosità della gente, ma salvandolo da una auto-esaltazione che avrebbe potuto travolgerlo: sentirsi all'improvviso il vendicatore-eroe, dopo una vita grigia e ingrata. Lui ha sparato a Mussolini. Con la Petacci non c'entra. Si limitò a prelevare Mussolini da casa De Maria e a portarlo con lo stivale rotto fino al cancello di Villa Belmonte. Queste cose le riferì a Luigi Longo il responsabile di partito per tutta l'operazione: Dante Gorreri”.
Pochi mesi prima su Storia Illustrata Caprara aveva raccontato: "Walter Audisio era poco più di un manichino inesistente. (...) Grande fu, perciò, la mia meraviglia quando, una mattina del febbraio 1947, nel verbale della riunione della segreteria del partito, di cui ero unico estensore, mi venne dettato testualmente: 'Il colonnello Walter Audisio conceda le interviste come esecutore della sentenza di condanna a morte del Comitato di liberazione nazionale nei confronti di Mussolini. Preferire i giornalisti nordamericani'. (...)  Fu così che il PCI rivelò una menzogna, destinata a durare ufficialmente come verità comunista almeno sino al 1953 quando la "Storia della Resistenza" del militante Rodolfo Battaglia la sostenne a pagina 549 del suo volume edito da Einaudi".
Massimo Caprara definì Lampredi "un professionista agente del Comintern", l'uomo a cui Secchia "aveva affidato l'esecuzione di Mussolini e non, come si volle far credere, a Walter Audisio, che era un insignificante ragioniere della Borsalino".

### L'attività di partito nel secondo dopoguerra
Nel 1946 Lampredi fu segretario della federazione comunista di Padova e l'anno seguente si trasferì a Roma per lavorare presso la direzione del PCI al quarto piano a fianco di quello in cui sedeva Pietro Secchia. Dal 1947 al 1956 fu membro della commissione centrale quadri. Nel 1951 fu eletto nel comitato centrale del partito e nel 1956 entrò nella commissione centrale di controllo, di cui fu segretario. Mentre si trovava in Slovenia per un periodo di riposo fu colpito da collasso cardiaco, e morì a Jesenice, il 21 luglio 1973.